# Queixumes dos Pinos (poesia)
Queixumes dos Pinos (""Queixume dos pinheiros") é um livro de poesia de Eduardo Pondal. A primeira edição foi em 1886.
A primeira actualização para português moderno é da autoria de Ângelo Brea, sob o título "Queixumes dos pinheiros e outros poemas", edita  IFGP, Irmandades da Fala de Galiza e Portugal (Braga, 1996), cadernos do povo 51-53.